# Вірний Руслан (Історія вартового собаки)
«Вірний Руслан (Історія вартового собаки)» — фільм режисера Володимира Хмельницкого, знятий за повістю Георгія Владимова.

## Сюжет
Кінострічка оповідає про німецьку вівчарку на прізвисько Руслан, серед інших караульних собак задіяної в охороні табору ув'язнених. Оповідач передає різноманіття думок та почуттів Руслана, пояснюючи мотивацію собаки для глядача.
Події у фільмі відбуваються в епоху «хрущовської відлиги», коли закривалося багато таборів. Від несправедливих службових собак наказано позбутися, але не кожен табірний співробітник, за яким був закріплений собака, вирішується на вбивство свого підопічного. Частину собак, зокрема і Руслана, просто кидають напризволяще. Надані самі собі вони намагаються пристосуватися до нового життя, полюючи в лісі або шукаючи їжу в селищі при станції, розташованій недалеко від табору.
Руслан, вірний своїй «службі», вирушає на станцію, щоб зустріти ешелон із новою партією ув'язнених – «службовий обов'язок» зобов'язує відконвоювати їх у табір. У селищі він зустрічає свого колишнього господаря, якому досі відданий, але той поводиться з ним неласково, і собака змушений піти. Нічого тепер пса вирішує дати притулок один із колишніх ув'язнених табору, Потертий, що живе біля місцевої селища тітки Стюри. Вважаючи його своїм підконвойним, Руслан намагається всюди супроводжувати Потертого, не дозволяючи йому «втекти», і, відчуваючи свою відповідальність за свого підопічного, навіть рятує йому життя.
Спогади Руслана повертають його до часів служби в таборі, до суворих порядків, що існували там. Фільм оповідає про події, що відбувалися за колючим дротом: про незвичайного пса Інгуса — дуже здібної вівчарки, умиротворення природи, яка віддавала перевагу службі і застрелена за спробу перешкодити розправи ув'язнених; про Інструктора — потомственого кінолога, що беззавітно любить собак і збожеволів від побаченої ним розправи над Інгусом, після якої він сам уявив себе Інгусом, а собаки визнали в ньому ватажка, який повинен повести їх у якийсь «собачий рай на землі», де немає людської жорстокості, лише мир і спокій.
Розв'язка фільму настає, коли на станцію прибуває склад із комсомольцями, які приїхали на будівництво нового хімкомбінату. Руслан бачить у них нову партію ув'язнених і, слідуючи «статуту», супроводжує як конвойний собака. Інші таборові пси також приєднуються до колони, щоб за прикладом Руслана супроводжувати їх у табір. Дуже скоро псам, що охороняють, починає здаватися, що «підконвойні» поводяться не належним чином і, припиняючи можливу «втечу», вони починають кидатися на людей, намагаючись їх знову побудувати, а отримавши відсіч, розбігаються. Поруч із комсомольцями залишається тільки Руслан, який не брав участі в «упокоренні ув'язнених». Вважаючи Руслана небезпечним, кілька людей з поїздів нападають на пса і ламають йому спину. Смертельно пораненого собаку добиває Потертий, що прибіг на шум.

## У роль
- німецька вівчарка Байкал — Руслан
- Олексій Баталов — Оповідач
- Євген Нікітін — Господар Руслана
- Леонід Яновський — Потертий
- Лідія Федосєєва-Шукшина — Тітка Стюра
- Сергій Пожогін — Інструктор
- Микола Сектименко — Капітан НКВС
- Олексій Колесник — Розстрільний
- Володимир Олексієнко — Батюшка
- Богдан Бенюк — Бульдозерист
- Тарас Кірейко — Господар Інгусу
- Михайло Ігнатов — Ув'язнений
- Вадим Курков
- Вікторія Корсун
- Лідія Чащина
- Олександр Малінін — виконання пісні (за кадром)

## Робота над фільмом
Табірні сцени знімали в Сиктивкарі, причому масовкою для сцен масового проходу послужили справжні ув'язнені.
У повній версії наприкінці звучить спеціально написана для фільму пісня «Неприкаяний» (вірші Олександра Вратарьова) у виконанні Олександра Малініна.

## Виноски
1. ↑  Оператор Наталья Компанцева: Я выпадала из вертолёта и договаривалась с зэками. Архів оригіналу за 13 лютого 2022. Процитовано 23 травня 2022.